# Kókalos
Kókalos (řecky Κώκαλος, latinsky Cocalus) je v řecké mytologii sicilský král, ochránce athénského umělce a vynálezce Daidala.
Když Daidalos vystavěl pro krétského krále Mínóa složitý a rozlehlý labyrint, král v něm před světem ukrýval obludu Mínotaura. Po letech athénský hrdina Théseus netvora zabil a labyrint byl nepotřebný, chtěl Daidalos Krétu opustit. To však Mínós nechtěl dopustit, aby tajemství labyrintu neproniklo do světa.
Daidalos vymyslel a sestrojil dva páry křídel z ptačích per lepených voskem a se svým synem Ikarem opustili Krétu vzduchem. Cestou jeho syn vyletěl příliš vysoko, vosk roztál, křídla se rozpadla a Ikaros spadl do moře a utonul.
Daidalos zamířil na Sicílii a králem Kókalem byl přijat. Postavil pro něj výstavný vyzdobený palác. Jenže po nějaké době se krétský král Mínós dopátral Daidalova pobytu, vypravil se i s loďstvem na Sicílii a žádal jeho vydání. Kókalos se bál odmítnout Mínóovi, zároveň chtěl poskytnout ochranu staviteli a tak nakonec dal volnou ruku Daidalovi. Ten přivedl do koupelny potrubí, kterým v době Mínóova koupání pustil vařící vodu a způsobil mu tak smrt.
Kókalos vyslovil politování nad náhlou královou smrtí, z lásky a úcty ani nedovolil převézt jeho tělo na Krétu a vyhlásil, že bude ctí pro Sicílii spočinutí kostí největšího krále.
Zmínka o Kókalově koupelně bývala někdy z řeckých bájí vypouštěna jako později vložená modernizace. Po roce 1890 však anglický archeolog Arthur Evans objevil řadu podobných koupelen v palácích na Krétě. Novodobé objevy potvrdily údaje ze starých řeckých mýtů.